# Mee Beureuleung
Mee Beureuleung is een bestuurslaag in het regentschap Pidie van de provincie Atjeh, Indonesië. Mee Beureuleung telt 308 inwoners (volkstelling 2010).